# Anastasia (film, 1956)
Anastasia är en amerikansk historisk dramafilm från 1956 i regi av Anatole Litvak. I huvudrollerna ses Ingrid Bergman, Yul Brynner och Helen Hayes.

## Handling
General Bounine är rysk militär som flytt Ryssland vid revolutionen. Nu är han i Paris och letar efter en kvinna som kan låtsas vara Anastasia, tsarens ena dotter. På en bank i London finns nämligen tio miljoner pund som skall utbetalas till den som bevisligen är Anastasia. Han hittar en kvinna som är märkligt lik prinsessan.

## Om filmen
Filmen bygger på en pjäs av Marcelle Maurette och är löst baserad på den sanna historien om den berömda "Anna Anderson", som påstods vara Storfurstinnan Anastasia av Ryssland som överlevt sin förmodade avrättning i Jekaterinburg 1918.
Anna/Anastasia spelas av Bergman, som i denna film gjorde comeback i Hollywood efter att under flera år varit verksam i Europa efter den skandal som uppstod när hon skiljde sig för att gifta sig med Roberto Rossellini. Bergman belönades med en Oscar för sin rolltolkning.

## Rollista i urval
- Ingrid Bergman - Anna Koreff
- Yul Brynner - General Sergej Bounine
- Helen Hayes - Änkekejsarinnan Maria Feodorovna
- Akim Tamiroff - Boris Andrejvitj Tjernov
- Martita Hunt - Baronessan Elena von Livenbaum
- Felix Aylmer - Chamberlain
- Sacha Pitoëff - Piotr Ivanovich Petrovin
- Ivan Desny - Prins Paul von Haraldberg (fiktiv person)
- Natalie Schafer - Irina Lissemskaia
- Grégoire Gromoff - Stepan
- Karel Stepanek - Mikhail Vlados
- Ina De La Haye - Marusia
- Katherine Kath - Maxime